# Валь-д'Ороне
Валь-д'Ороне (фр. Val d'Oronaye) — муніципалітет у Франції, у регіоні Прованс — Альпи — Лазурний Берег, департамент Альпи Верхнього Провансу. Валь-д'Ороне утворено 1 січня 2016 року шляхом злиття муніципалітетів Ларш i Мейронн. Адміністративним центром муніципалітету є Мейронн. Населення — 108 осіб (01.01.2021).